# Малінец (водосховище)
Малінец (Málinec) — водосховище на річці Іпель; місце розташування — округ Полтар.
Площа 1,38 км². Збудовано на річці Іпель в 1986—1994 роках. Розташоване біля села Малінец.